# Янгильдино (Чебоксарский район)
Янги́льдино (чув. Мăнал) — село в Чебоксарском районе Чувашской Республики.  Входит в состав Кшаушского сельского поселения.

## География
Находится в северной части Чувашии на расстоянии приблизительно 8 км на запад по прямой от районного центра поселка Кугеси.

## История
Известно с 1719 года как деревня с мужским населением 353 человека. В 1747 году было учтено 324 мужчины, в 1763 – 353, в 1795 – 85 дворов, 1034 жителя, 1858 – 508 жителей, в 1897 – 606, в 1926 – 148 дворов, 686 жителей, 1939 – 633 жителя, в 1979 – 601. В 2002 году было 190 дворов, в 2010 – 203 домохозяйства. Действующая Рождественская церковь (1742–89, 1797–1929, с 1945).  В период коллективизации образован колхоз им. Калинина, в 2010 году работало ФГУП «Учебно-опытное хозяйство «Приволжское».

## Население
Постоянное население составляло 547 человек (чуваши 99%) в 2002 году, 636 в 2010.